# 爆復
《爆復》（英語：Retribution）是一部2023年美國、德國、法國和西班牙合拍的動作驚悚片，由尼姆洛·安塔執導，克里斯·薩爾曼普爾（Chris Salmanpour）編寫劇本，連恩·尼遜、諾瑪·杜馬薇、莉莉·阿斯佩爾（Lilly Aspell）、傑克·查恩、安貝絲·戴維茲和馬修·莫汀主演。本片翻拍自亞柏托·馬里尼編劇、2015年西班牙和法國合拍電影《關鍵復仇》；影片围绕金融家马特·特纳（Matt Turner）在开车送孩子上学时突然受到神秘炸弹袭击者的威胁展开。
《爆復》2023年8月23日在法國院線上映，美國2023年8月25日上映。

## 劇情
麥特·透納在Nanite Capital擔任財務專家，跟著他的摯友兼首席执行官安德斯·穆勒工作。他和他的老婆希瑟以及他們的兩個小孩艾蜜莉和扎克住在柏林。在載孩子去學校的路上，麥特接到一通來自不明來源的電話，裡頭的聲音經過扭曲地告訴他，他的座位下已經裝了一個啟動的炸彈。炸彈會因為座位的壓力板和無線電頻率被引爆。對方還警告麥特，如果他敢求救，炸彈就會立刻爆炸。麥特發現了那個裝置，現在他必須聽從炸彈犯的指令，才能保護自己和家人的安全。
炸彈客逼麥特看著席維凡，這位也受到炸彈威脅的客戶。當席維凡的女友嚇得想逃走時，席維凡因為爆炸悲劇地喪命。炸彈客讓麥特叫希瑟從銀行的保險箱裡頭拿出50,000歐元。但是，當希瑟已經取出錢後，炸彈客卻換了招，叫希瑟把錢交給一名穿藍色西裝的男生。希瑟照做之後，警察立刻到場，把那名男生給逮了，然後也將希瑟帶去了局裡。
看到新聞指麥特是爆炸案的主謀，欧洲刑警组织探員安吉拉·布里克曼打給麥特。麥特趕緊解釋自己是清白的，並要求切斷通訊。炸彈客透露，麥特跟安德斯有2.08億歐元的秘密資金，這筆錢存在杜拜的一家銀行，帳號是麥特的「緊急擔保帳戶」。他讓麥特到發電廠跟安德斯碰面。到了那，炸彈客逼麥特叫安德斯清空那個帳戶。儘管安德斯勉強答應，但炸彈客還是逼麥特用左輪槍幹掉安德斯，說只有這樣才能救他和他孩子的命。麥特不肯此時火車經過擋住了視線，炸彈客就把安德斯的車炸了，飛濺的碎片還傷到艾蜜莉的腿。
經過一場警察追逐後，麥特終於被警察包圍，安吉拉和希瑟也趕到了現場。炸彈專家發現壓力板只設置在麥特的座位上，所以他們安全地把扎克和艾蜜莉救出，且讓受傷的艾蜜莉接受治療。安吉拉質問麥特，懷疑這次的爆炸事件可能跟搶劫有關。跟希瑟說了最後一次話後，麥特開車逃走，成功躲避警察，決定自己去找那個炸彈客。麥特要求，如果炸彈客想要他的錢，就必須親自見面。
驚人的是，那個炸彈客其實就是安德斯。安德斯揭露，他一直都想讓麥特當這一系列爆炸事件的替罪羊，這樣安德斯就能毫無痕跡地拿走那2.08億歐元。為了結束這一切，麥特故意撞車，導致車子掛在橋的邊緣。麥特解開安全帶，跌入河中，這讓炸彈啟動，殺死了安德斯。安吉拉和警察趕到現場，安吉拉對麥特點了點頭，然後放他自由離去。
片尾字幕滾動時，新聞報導指出，這些爆炸事件其實是安德斯策劃的搶劫的一部分，而麥特則與歐洲警察局合作，回應這起事件。

## 演員
- 連恩·尼遜飾演麥特·透納（Matt Turner）[11]
- 諾瑪·杜馬薇（英语：Noma Dumezweni）飾演安吉拉·布里克曼（Angela Brickmann）
- 莉莉·阿斯佩爾（Lilly Aspell）飾演艾蜜莉·透納（Emily Turner）
- 傑克·查恩飾演扎克·透納（Zach Turner）
- 安貝絲·戴維茲（英语：Embeth Davidtz）飾演希瑟·透納（Heather Turner）
- 馬修·莫汀飾演安德斯·穆勒（Anders Muller）
- 阿里安·莫耶德（英语：Arian Moayed）飾演席維凡（Sylvain）

## 製作
《爆復》是由通道影業和巴貝爾斯堡製片室聯合製作的美國、法國、德國和西班牙電影，翻拍自亞柏托·馬里尼編劇的2015年西班牙和法國合拍電影《關鍵復仇》。本片主要在巴貝爾斯堡攝影棚和故事發生的德國柏林拍攝。
電影消息最初於2017年對外宣布，連恩·尼遜2020年11月確認出演，尼姆洛·安塔擔任導演。2021年5月，媒體宣布由傑克·查恩和莉莉·阿斯佩爾（Lilly Aspell）飾演尼遜角色的子女。2021年6月，馬修·莫汀和阿里安·莫耶德加入演出陣容。2021年7月，據《好萊塢報導》，莫汀完成了在德國拍攝的戲份。
2022年11月，狮门從通道影業和想像公司手中收購了該影片在美國、加拿大和印度的發行權，並與路邊景點以及印度的PVR Inox影業合作發行。據2022年6月報導稱，該片的配樂由哈利·葛瑞森-威廉斯作曲。

## 發行
《爆復》2023年8月23日在法國院線上映，通道影業發行；美國於2023年8月25日上映。

## 評價
爛番茄根據93條評論，本片獲得29%的新鮮度，平均得分4.6／10 ，觀眾投票獲得66%的分數，平均得分為3.7／5。在Metacritic上，本片獲得了43分。口碑偏向負面為主。

## 外部連結
- 互联网电影数据库（IMDb）上《爆復》的资料（英文）
- Metacritic上《爆復》的資料（英文）
- Box Office Mojo上《爆復》的资料（英文）
- AllMovie上《爆復》的资料（英文）
- 爛番茄上《爆復》的資料（英文）
- 開眼電影網上《爆復》的資料（繁體中文）
- Yahoo奇摩電影上《爆復》的資料（繁體中文）
- 豆瓣电影上《爆復》的資料 （简体中文）